# Доманевиці (Груєцький повіт)
Доманевиці (пол. Domaniewice) — село в Польщі, у гміні Нове-Място-над-Пилицею Груєцького повіту Мазовецького воєводства.
Населення — 373 особи (2011).
У 1975-1998 роках село належало до Радомського воєводства.

## Демографія
Демографічна структура станом на 31 березня 2011 року:
|          | Загалом | Допрацездатний вік | Працездатний вік | Постпрацездатний вік |
| -------- | ------- | ------------------ | ---------------- | -------------------- |
| Чоловіки | 194     | 41                 | 132              | 21                   |
| Жінки    | 179     | 32                 | 96               | 51                   |
| Разом    | 373     | 73                 | 228              | 72                   |